# Via Clodia

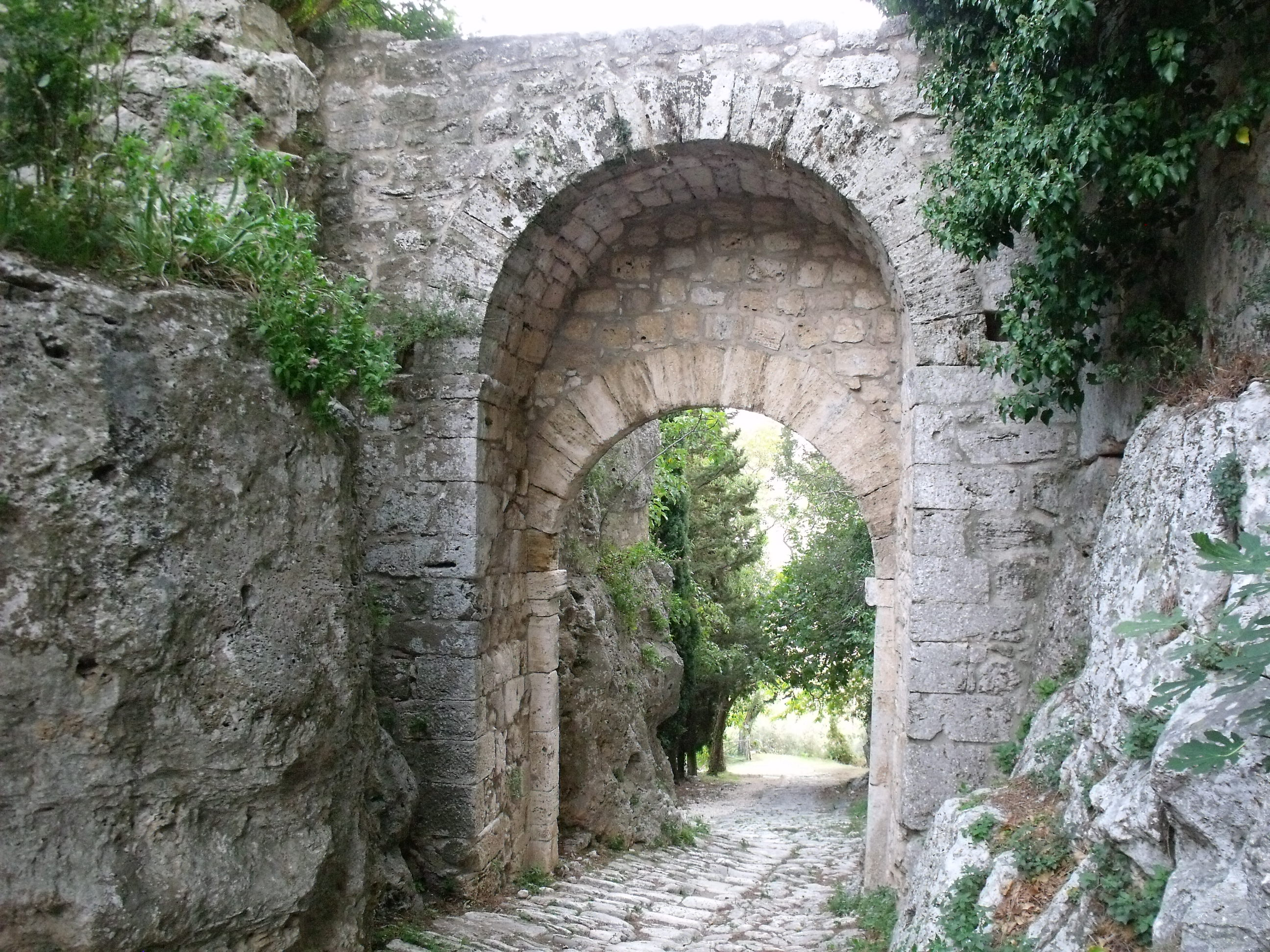
Римские ворота на Via Clodia в Сатурнии

Клодиева дорога (лат. Via Clodia) — древнеримская дорога, ответвление Кассиевой дороги в северо-западном направлении. 
В отличие от Via Cassia и Via Aurelia, проходивших восточнее и западнее её, Via Clodia была не магистральным путём сообщения, а дорогой регионального значения, связывающей Рим с городами южной Этрурии. Принято считать, что дорога в том или ином виде была проложена ещё этрусками, но впоследствии использовалась и укреплялась римлянами. Этот маршрут также назывался дорогой через термы (via delle terme), потому что проходил через известные зоны термальных источников, такие как Сатурния.
Ширина мощения составляла 4,1 м — такая ширина фиксируется на сохранившихся участках дороги.

## Маршрут
Согласно Пейтингеровой скрижали, дорога проходила через следующие пункты: 
- Ad Sextum (ныне северо-запад Рима, район La Storta; здесь дорога ответвлялась от Via Cassia)
- Careias (район Рима Santa Maria di Galeria)
- Ad Nonas (близ Vigna di Valle у озера Браччано)
- Forum Clodii (Форум Клодия, также близ озера Браччано)
- Blera (Блера)
- Grotta Porcina (Ветралла)
- Tuscana (Тускания)
- Marta (Марта на Больсенском озере)
- Maternum (возможно, Искья-Кастро)
- Saturnia (Сатурния)
- Succosa — соединение с Via Aurelia. Этот пункт интерпретируется как прибрежная римская колония Cosa (Sub Cosa, ныне близ Орбетелло)[3]. Что подразумевает резкий разворот дороги из Сатурнии на юг и оценивается как маловероятный маршрут[4].

Существует предположение, что после Сатурнии дорога продолжалась на север и соединялась с Via Aurelia лишь в Rosellae (близ Гроссето). Но на сегодняшний день точный маршрут Via Clodia остаётся предметом дискуссий. Последним пунктом дороги, не вызывающим сомнений, считается Сатурния. 